# Angelo Frontoni
Angelo Frontoni (Roma, 1º marzo 1929 – Roma, 4 luglio 2002) è stato un fotografo italiano.

## Biografia
Nato a Roma il 1º Marzo del 1929, anno con cui fu registrato dai genitori all'anagrafe, in realtà Angelo Frontoni nacque nella capitale nel 1926, laddove morì nel luglio del 2002. Suo padre era Attilio Frontoni e sua madre Giuseppina Ponzi, da cui nacque come primo di nove figli - 5 maschi e 4 femmine -, dopo Angelo infatti, arrivarono: Vincenzina, Diana, Fernando, Marisa, Romano, Agostino, Lucia e Umberto. I ragazzi vivevano tutti nella casa romana vicino cui sorgeva un forno, lo storico Frontoni a cui Roma deve la sua celebre "pizza romana" e che diede lavoro a tutti i figli di Attilio e Giuseppina. Tra tutti, solo Angelo disertò il mestiere di famiglia, per seguire la sua grande passione: la fotografia. Per questo lasciò Roma e i fratelli, per dirigersi a Parigi dove diede inizio al suo percorso di formazione da autodidatta. Da Parigi staccò un biglietto per l'America, per volare ad Hollywood dove, nel 1957, sperimentando la sua tecnica fotografica in bianco e nero che, ancora oggi si studia nelle scuole di settore, realizzò il suo primo vero successo fotografico: la foto a Gina Lollobrigida che gli permise di diventare famoso. In seguito si dedicò anche al colore, diventando uno dei fotografi più ricercati in tutto il mondo e collezionando una serie di ritratti e posati che lo hanno consegnato alla storia della fotografia d'autore e del cinema. 
Una volta realizzatosi, tornò a Roma e rilevò gran parte dei beni di famiglia. Vicino alla casa e al forno Frontoni, Angelo costruì uno studio che negli anni 70 divenne il centro nevralgico dell'attività fotografica italiana. Tutti i divi del cinema passavano di lì e lui, affezionato ai suoi fratelli come ai suoi nipoti, trascorreva il tempo tra lavoro e affetti familiari. Tra questi, il figlio di suo fratello Umberto, il cui nome è Roberto Frontoni, ebbe tre figli tra cui c'era il piccolo Daniele Frontoni, che dallo zio Angelo ha ereditato le velleità artistiche. Cresciuto nel forno di famiglia, tra acqua, farina e un occhio allo studio di zio Angelo, Daniele ha subito cercato di dar seguito all'attività artistica dello zio ed oggi, continua a ricordare la sua memoria di fotografo e artista nelle sue attività di pizzaiolo e creativo. 

### Le celebrità immortalate
Angelo Frontoni fu testimone della storia del cinema, della moda e del costume attraverso le tante sue fotografie in cui le donne ritratte rappresentavano sia un sogno proibito che un modello femminile da imitare. 
Rimangono celebri alcuni suoi nudi artistici quali quello che ritrae una giovane e sensuale Virna Lisi, e quello di Anita Ekberg per il quale vennero impiegati tre giorni di lavoro e 50 rulli. 
Tra le principali attrici da lui fotografate vanno ricordate: Brigitte Bardot, Sophia Loren, Claudia Cardinale, Anna Magnani, Catherine Spaak, Scilla Gabel, Silvana Mangano, Monica Vitti, Edwige Fenech, Nastassja Kinski, Ornella Muti, Eleonora Giorgi, Monica Guerritore, Serena Grandi, Francesca Dellera, Elsa Martinelli, Gloria Guida, Ursula Andress, Bo Derek, Ornella Vanoni, Iva Zanicchi, Patty Pravo, Loredana Bertè, Jane Fonda, Natalie Wood, Luciana Turina, fino ad arrivare a dive di più recente fama quali Monica Bellucci, Maria Grazia Cucinotta e Valeria Marini.
Frontoni curò anche la copertina del doppio album Artide Antartide di Renato Zero, del 1981, per cui operò un fotomontaggio tra due scatti dell'artista in costume da antico guerriero greco: in uno, il costume è di colore bianco, mentre nell'altro, lo stesso costume è di colore nero, a rappresentare le due anime del disco, «Artide» e «Antartide» appunto.

## Tecnica
La sua tecnica prevede un uso accurato degli effetti prodotti dalla luce, non solo in determinati momenti della giornata ritenuti "propizi" dalla fotografia, ma lungo tutto l'arco della giornata, Frontoni fu capace di cogliere le migliori caratteristiche di questi momenti, togliendo, attraverso un gioco di luci o con una striscia luminosa, anche il più piccolo difetto. Utilizzando il bianco e nero prima e il colore patinato poi, mirò ad interpretare il tempo e l'anima del soggetto, invitando il fruitore dell'immagine ad una vera e propria scoperta dell'essere umano.
La grande cura per i colori, le ambientazioni e le pose venivano utilizzate da Frontoni per andare oltre la semplice bellezza, giungere quindi allo stile, al fascino dello sguardo, all'armonia dei lineamenti, alla femminilità rappresentativa di un'intera generazione di donne successiva alla tragica epoca della Seconda Guerra Mondiale.